# Радеево (деревня)
Радеево (бел. Радзеева) — деревня в Уваровичском сельсовете Буда-Кошелёвского района Гомельской области Белоруссии.

## География

### Расположение
В 16 км на юго-восток от Буда-Кошелёво, 30 км от Гомеля.

### Гидрография
Через деревню проходит мелиоративный канал.

## Транспортная сеть
Транспортные связи по просёлочной, затем автомобильной дороге Буда-Кошелёво — Уваровичи. Планировка состоит из двух разделенных мелиоративным каналом улиц — западная ориентирована с юго-запада на северо-восток, восточная — с юго-востока на северо-запад. Застройка двусторонняя, преимущественно деревянными домами усадебного типа.

## История
По письменным источникам известна с XIX века как деревня в Руденецкой волости Гомельского уезда Минской губернии. В 1862 году помещик имел здесь 800 десятин земли. После сдачи в эксплуатацию железной дороги Бобруйск — Гомель в ноябре 1873 года начал действовать железнодорожный разъезд. В 1883 году работал хлебозапасный магазин. По переписи 1897 года находились: школа грамоты, 2 ветряные мельницы, кузница, трактир. В деревенской школе в 1905 году обучались 77 мальчиков и 8 девочек. В 1909 году в деревне 2086 десятин, в поместье 170 десятин земли. В 1926 году имелись почтовое отделение и начальная школа.
С 8 декабря 1926 года по 30 декабря 1927 года центр Радеевского сельсовета Уваровичского района Гомельского округа.
В 1930 году организован колхоз имени Ф. Энгельса, работали кузница, 3 ветряные мельницы, столярная мастерская, конная круподробилка. Во время Великой Отечественной войны освобождена от оккупантов 27 ноября 1943 года, 69 жителей деревни погибли на фронтах. В 1959 году в составе экспериментальной базы «Уваровичи» (центр — городской посёлок Уваровичи). Отделение связи, клуб, библиотека, базовая школа, фельдшерско-акушерский пункт.

## Население

### Численность
- 2018 год — 239 жителей.

### Динамика
- 1883 год — 75 дворов, 398 жителей.
- 1897 год — 135 дворов 1002 жителя; фольварк — 3 двора, 18 жителей (согласно переписи).
- 1909 год — 165 дворов.
- 1959 год — 691 житель, на разъезде — 15 жителей (согласно переписи).
- 2004 год — 162 хозяйства, 381 житель.

## Известные уроженцы
- Андриенко Александр Егорович — полный кавалер ордена Славы
- В. К. Цвирко — народный художник БССР (1963), лауреат Государственной премии Беларуси. С 1958 по 1962 годы был ректором Белорусского государственного театрально-художественного института.